# Diótörő baba

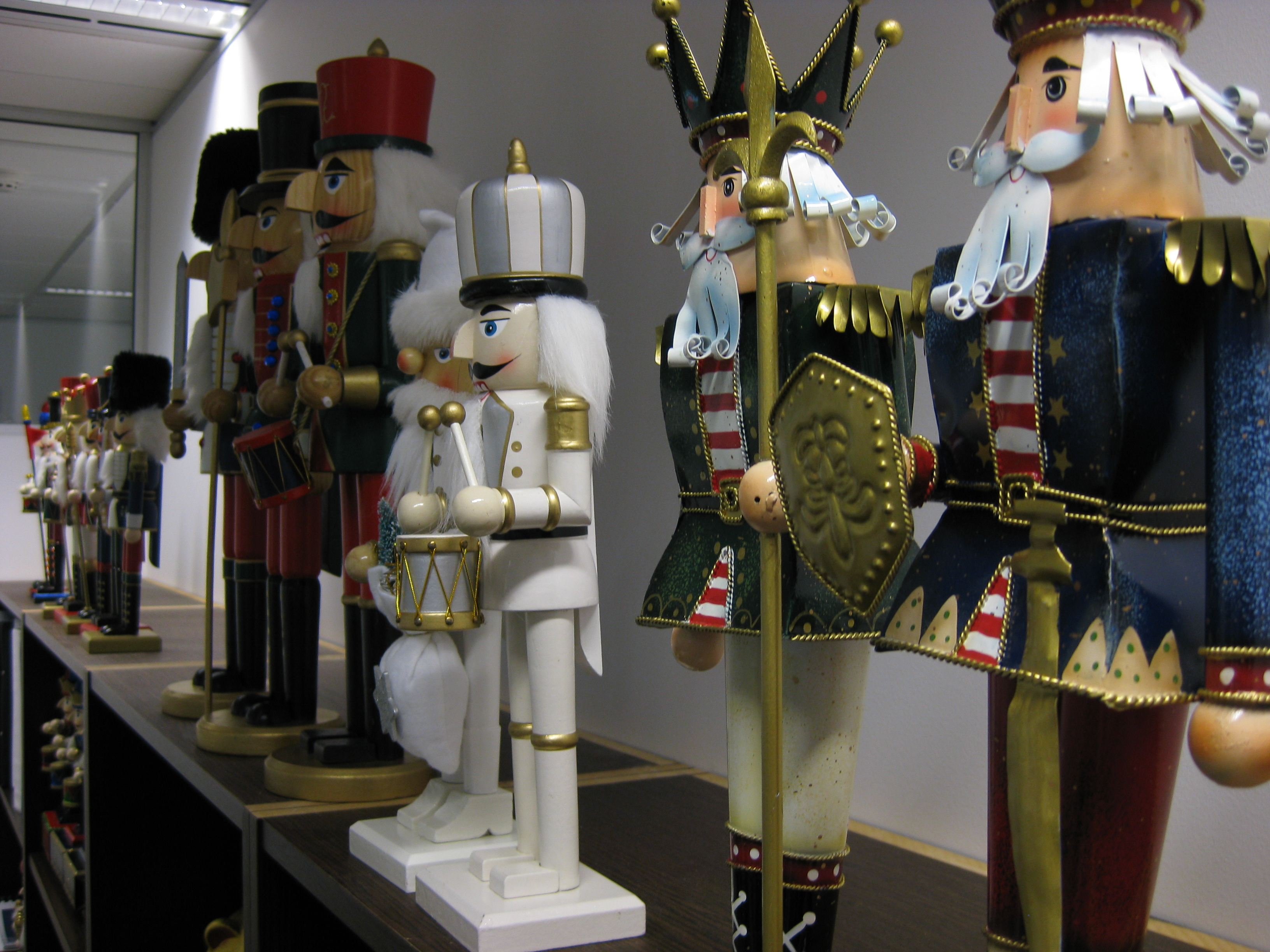
Mesékből való diótörő gyűjtemény

A diótörő babák, vagy karácsonyi diótörők dekoratív célú diótörő figurák, melyek leggyakrabban játék katonákat ábrázolnak. A német kultúrában a szerencse szimbólumai, amelyek elűzik a rosszindulatú szellemeket. Bár közel az összes 20. század első felét megelőzően gyártott diótörő figura működőképes volt, a modern darabok jelentős százaléka már kizárólag dekorációs céllal készült, és nem alkalmas betölteni eredeti szerepét, a diótörést.

## Történet

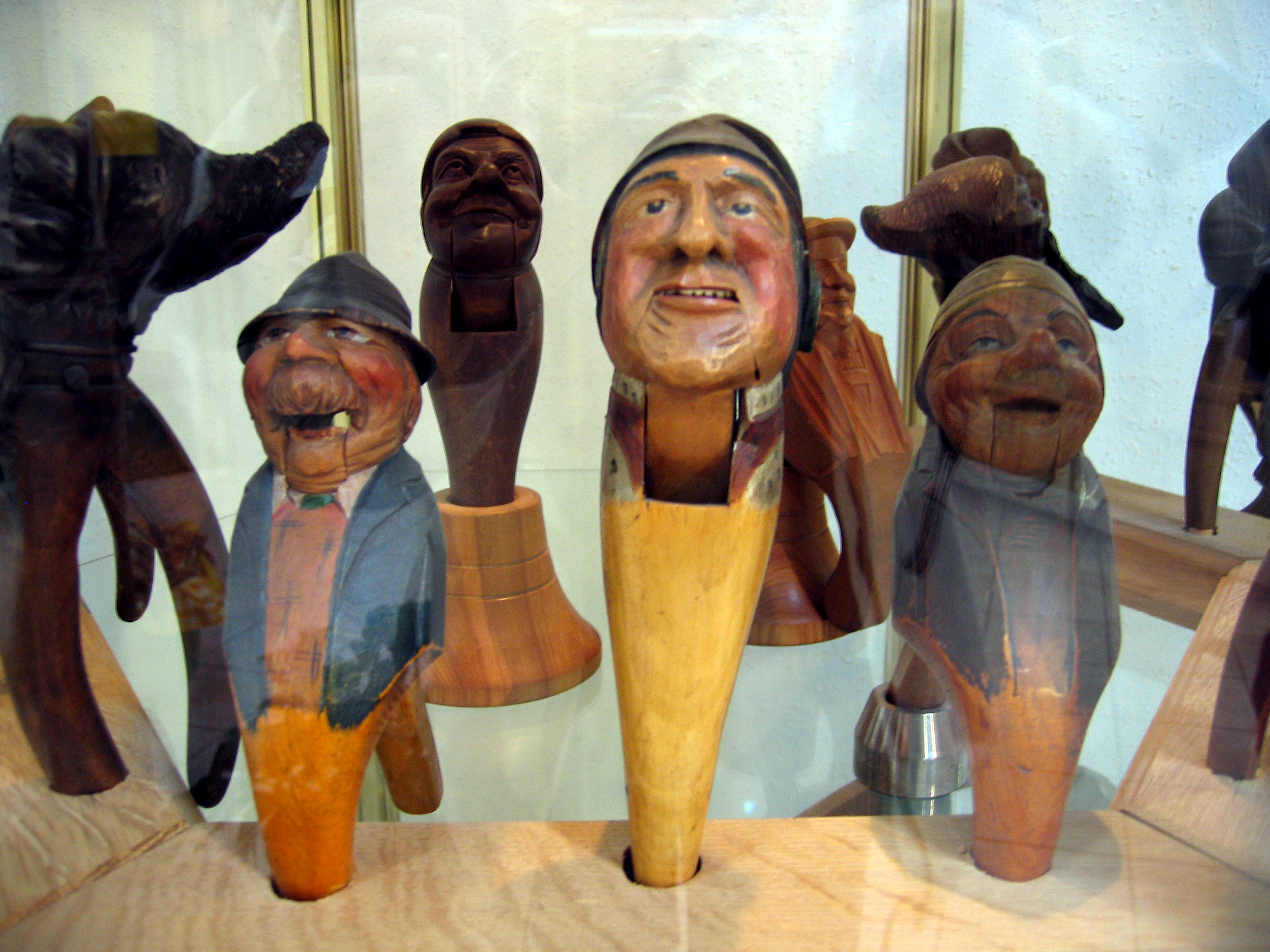
Eredeti diótörő babák a Nussknacker Múzeumban Neuhausenben, Szászországban

A diótörő babák eredete a 17. század végi Németországra vezethető vissza, különösen az Érchegység (németül: Erzgebirge ) régióra. Az egyik eredettörténet az első diótörő baba megalkotását egy seiffeni mesteremberhez köti. Gyakran adták ajándékba, majd később a karácsonyi időszakhoz kezdték kapcsolni őket. Népszerűségük a 19. században kezdett fellendülni, és hamar elterjedtek az európai országokban is. Ahogy a babák iránti kereslet növekedésnek indult, gyárakban elkezdték őket tömegesen előállítani. Az első tömeggyártó Friedrich Wilhelm Füchtner volt, akit Németországban "a diótörők atyja"-ként emlegetnek. Ő a saját műhelyében kezdte meg a gyártást, esztergagép használatával 1872-ben, Seiffenben, Szászországban.
A dekoratív diótörő babák a második világháború után kezdtek nagyobb népszerűségre szert tenni Európán kívül, miután számos Németországban állomásozó amerikai katona érkezett haza az Egyesült Államokba német diótörőkkel szuvenírként. Tovább növelte népszerűségüket Pjotr Iljics Csajkovszkij "A diótörő" című műve, amely E. T. A. Hoffmann 1816-os "A diótörő és az egérkirály" című történetének 1892-es balettadaptációja, amelyben egy játék katonát ábrázoló diótörő szerepel. A balett annak Amerikába történő bevezetése után az ottani kultúra egyik legkedveltebb karácsonyi hagyományává vált. Ez hozzájárult ahhoz, hogy a diótörő babák karácsonyi dekorációvá és szezonális ikonná váljanak a nyugati kultúrában.

## Kinézet

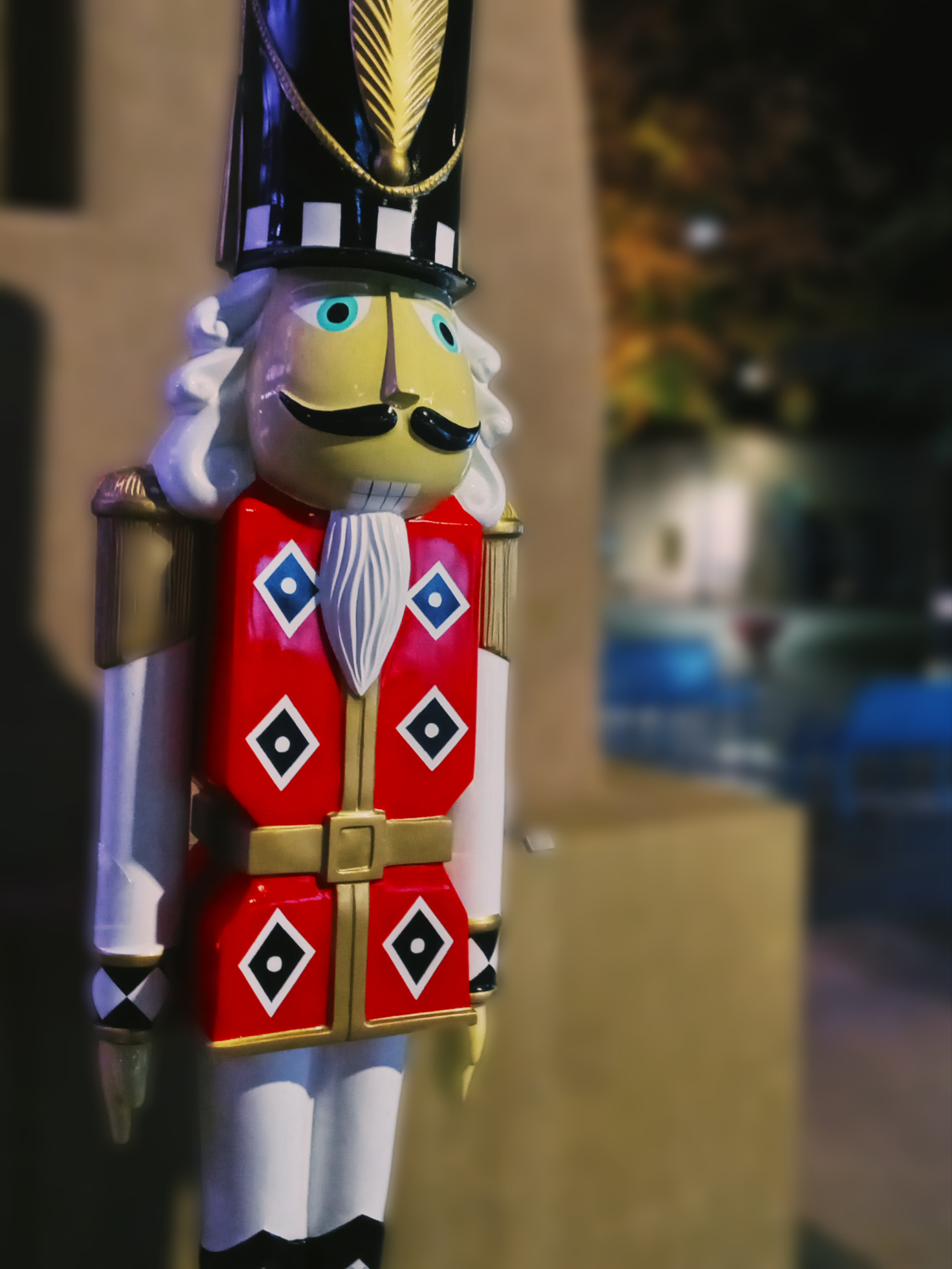
Diótörő szobor

Egy átlagos kézzel készített diótörő baba körülbelül 60 különböző darabból áll, és általában játék katonákat hivatott ábrázolni. Legtöbb esetben világos festék borítja őket. A különféle kinézetek hamar elszaporodtak, és a 19. század elejére már megtalálhatóak voltak a bányászokat, rendőröket, királyi családtagokat, vagy különböző népek hadseregeinek katonáit ábrázoló babák. Még több stílus látott napvilágot, melyek különféle popkulturális, vagy történelmi alakokat ábrázoltak, egészen Benjamin Franklintől az öbölháborús amerikai katonákig.

## Fordítás
Ez a szócikk részben vagy egészben  a   Nutcracker doll című angol Wikipédia-szócikk ezen változatának fordításán alapul.  Az eredeti cikk szerkesztőit annak laptörténete sorolja fel. Ez a jelzés csupán a megfogalmazás eredetét és a szerzői jogokat jelzi, nem szolgál a cikkben szereplő információk forrásmegjelöléseként.

## Külső hivatkozások
- Az Erstes Europa Nussknacker Múzeum honlapja (német nyelven)